# Romeinen van A tot Z

## A
Aelia Paetina - Publius Aelius Hadrianus - Sextus Aelius Paetus Catus - Lucius Aelius Seianus - Marcus Aemilius Lepidus (triumvir) - Marcus Aemilius Lepidus (consul in 6) - Lucius Aemilius Paulus Macedonicus - Lucius Aemilius Paulus II - Mamercus Aemilius Scaurus - Allectus - Lucius Annaeus Seneca - Titus Annius Milo Papianus - Marcus Antonius - Aquilius Niger - Marcus Asinius Agrippa - Servius Asinius Celer - Asinius Gallus - Gaius Asinius Gallus - Asinius Lupus - Marcus Asinius Marcellus - Gaius Asinius Pollio - Gaius Asinius Pollio (consul in 23) - Asinius Saloninus - Aulus Caecina Severus - Aulus Atilius Calatinus - Gaius Aurelius Cotta (consul in 252 v.Chr.) - Commodus - Gaius Aurelius Cotta (consul in 200 v.Chr.) - Gaius Aurelius Cotta (consul in 75 v.Chr.) - Marcus Aurelius Mausaeus Carausius - Marcus Aurelius Olympius Nemesianus - Marcus Aurelius Valerius Maxentius - Marcus Aurelius Valerius Maximianus Herculius

## B
Gnaeus Baebius Tamphilus - Gessius Bassianus Alexianus - Brutidius Niger - Bruttia Crispina

## C
Caecilia Attica - Quintus Caecilius Metellus Celer - Quintus Caecilius Metellus Macedonicus - Quintus Caecilius Metellus Numidicus - Gnaius Calpurnius Piso - Cassius Chaerea - Gaius Cassius Longinus (jurist) - Gaius Cassius Longinus (tirannendoder) - Gaius Cilnius Maecenas - Claudius Galenus - Marcus Claudius Marcellus II - Marcus Claudius Marcellus III - Tiberius Claudius Drusus Nero Germanicus - Drusus Claudius Nero - Tiberius Claudius Nero (vader) - Tiberius Claudius Nero (zoon) - Marcus Claudius Tacitus - Publius Clodius Pulcher - Gaius Cornelius Cethegus - Ulpius Cornelius Laelianus - Publius Cornelius Scipio Africanus maior - Lucius Cornelius Sulla - Publius Cornelius Tacitus - Tiberius Coruncanius

## D
Publius Decius Mus (consul in 340 v.Chr.) - Publius Decius Mus (consul in 312, 308, 297 en 295 v.Chr.) - Publius Decius Mus (consul in 279 v.Chr.) - Domitia - Gnaius Domitius Ahenobarbus Maior - Lucius Domitius Alexander - Lucius Domitius Aurelianus - Gnaius Domitius Corbulo - Aelius Donatus

## E
Dionysius Exiguus

## F
Marcus Fabius Quintilianus - Flavia Julia - Gnaius Flavius - Titus Flavius Domitianus - Flavius Valentinianus - Publius Flavius Vegetius Renatus - Titus Flavius Vespasianus I - Titus Flavius Vespasianus II - Flavius Victor - Marcus Fulvius Centumalus - Gnaius Fulvius Centumalus (consul in 229 v.Chr.) - Furia Sabinia Tranquillina

## G
Gaius (jurist) - Gaius Galerius Valerius Maximianus

## H
Quintus Haterius - Quintus Horatius Flaccus

## I
Zie hierna alle namen met 'J'

## J
Jovianus - Julia Agrippina minor - Julia Caesaris maior - Julia Domna - Julia Mamaea - Julia Paula - Gaius Julius Caesar - Gaius Julius Caesar Germanicus (Caligula) - Gaius Julius Caesar (Octavianus) (latere Imperator Caesar Augustus) - Flavius Julius Constans - Germanicus Julius Caesar - Julius Nepos - Gaius Julius Verus Maximus - Quintus Junius Blaesus - Lucius Junius Brutus - Marcus Junius Brutus - Lucius Junius Moderatus Columella

## L
Licinius - Publius Licinius Egnatius Gallienus - Lucius Licinius Lucullus - Marcus Licinius Crassus Dives - Titus Livius - Quintus Lutatius Catulus

## M
Titus Maccius Plautus - Decimus Magnus Ausonius - Magnus Maximus - Gnaius Mallius Maximus - Marciana - Gaius Marius - Gaius Memmius Gemellus - Quintus Mucius Scaevola Pontifex Maximus - Munius Lupercus

## O
Marcus Opellius Antoninus Diadumenianus - Marcus Opellius Macrinus - Publius Ovidius Naso

## P
Marcus Pacuvius - Percennius - Pontius Pilatus - Gaius Plinius Caecilius Secundus maior - Gaius Plinius Caecilius Secundus minor - Vedius Pollio - Gnaius Pompeius Magnus maior - Gnaius Pompeius Magnus minor - Gnaeus Pompeius Strabo - Titus Pomponius Atticus - Gaius Popillius Laenas - Marcus Porcius Cato Censorius maior - Marcus Porcius Cato Uticensis minor

## Q
Publius Quinctilius Varus - Quintilianus

## R
Remus - Romeinen - Romulus

## S
Gaius Sallustius Crispus - Publius Salvius Julianus - Gaius Sempronius Gracchus - Tiberius Sempronius Gracchus (consul in 215 en 213 v.Chr.) - Tiberius Sempronius Gracchus (consul in 177 en 163 v.Chr.) - Tiberius Sempronius Gracchus (tribunus plebis in 133 v.Chr.) - Lucius Sergius Catilina - Gaius Silius Aulus Caecina Largus - Gaius Suetonius Tranquillus - Gaius Sulpicius Paterculus - Servius Sulpicius Rufus

## T
Terentia Varrones - Publius Terentius Afer - Gaius Terentius Varro - Marcus Terentius Varro - Publius Terentius Varro - Theodosius I - Gaius Trebatius Testa - Trebius Niger - Trebonianus Gallus - Marcus Tullius Cicero

## U
Marcus Ulpius Traianus

## V
Gaius Valerius Catullus - Flavius Valerius Severus - Velleius Paterculus - Publius Vergilius Maro - Lucius Verginius Rufus - Vibia Sabina - Vipsania Agrippina - Vipsania Agrippina maior - Vipsania Julia Agrippina - Gaius Vipsanius Agrippa - Marcus Vipsanius Agrippa - Marcus Vipsanius Agrippa Postumus